# The Smiths

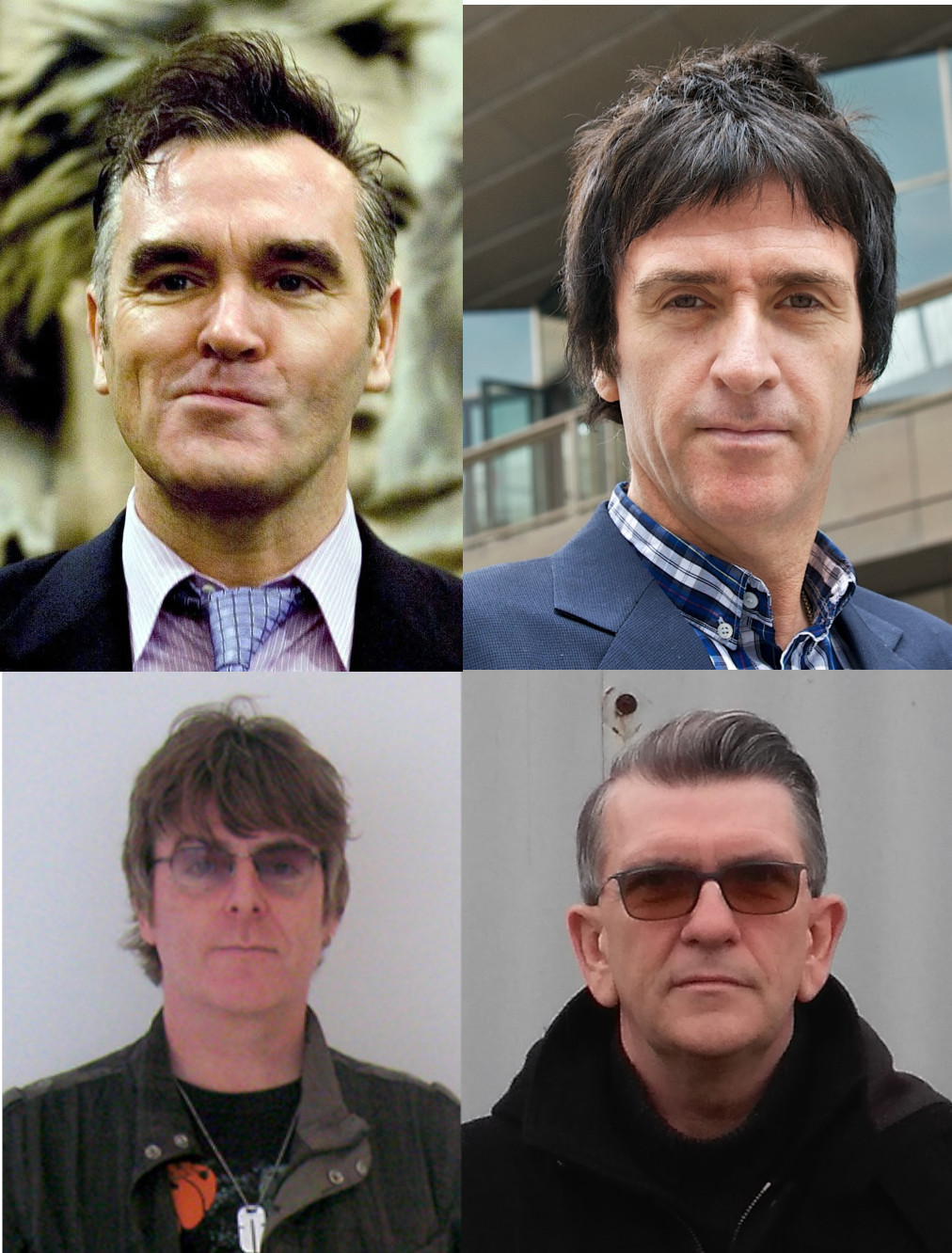
Morrissey, Johnny Marr, Andy Rourke & Mike Joyce

The Smiths byla anglická rocková hudební skupina, jež působila v letech 1982–1987. Jádro skupiny tvořil textař Steven Morrissey a kytarista Johnny Marr, dalšími členy byli baskytarista Andy Rourke a bubeník Mike Joyce. Za své nedlouhé působení vydali 7 desek a téměř 20 singlů. Kritikou byli označeni za jednu z nejvýznamnějších a nejvlivnějších kapel 80. let. V žebříčku 500 nejlepších alb všech dob hudebního časopisu Rolling Stone mají The Smiths čtyři alba.
Všichni členové The Smiths se i po rozpadu skupiny věnovali hudbě – nejvíce bylo slyšet o Morrisseym, který se vydal na úspěšnou sólovou dráhu. Kytarista Johnny Marr dodnes působí ve skupině Modest Mouse, Andy Rourke hraje společně s Peterem Hookem, bývalým členem kapely Joy Divison (ten v roce 2007 odešel z New Order) v kapele Freebass. Mike Joyce je bubeníkem kapely Vinny Peculiar.

## Historie

### Začátky
Roku 1982 založili Morrissey a Johnny Marr v Manchesteru The Smiths. Šli však jinou cestou, než která byla tehdy vedena firmou Factory, pod kterou vydávali např. Joy Division, New Order a svou tvorbou se vrátili do první poloviny 60. let – k jednoduchosti a srozumitelnosti. Proto byl první singl se skladbami „Hand In Glove“ a „Handsome Devil“ tak úspěšný. The Smiths se na nich spolehli jen na zvuk kytar a bicích, místy na varhany nebo klavíru.
Rozhodujícím momentem je vydání druhého singlu „This Charming Man“, který pojednává o intimním přátelství Jeana Maraise a Jeana Cocteaua. Morrissey je ovlivněn a okouzlen velkými estéty jako Oscar Wilde či právě Cocteau, ale na druhé straně je také fascinován odvrácenou tváří života. Též mu je blízká poetika filmů anglických režisérů z 50. a 60. let.

### Úspěšný debut
První album The Smiths, které vyšlo v roce 1984, bylo označováno za jedno z nejdůležitějších alb roku. Odpor k nezávaznému sexu, násilí a beznaději se zde střídá s čistým, zidealizovaným citem a tématy těžkého života v okrajových čtvrtí Manchesteru. Morrissey vystupuje s velkým sebevědomím a stále častěji se v tisku vyjadřuje i k otázkám, jež nemají s hudbou nic společného a týkají se jeho osobního života a názorů na svět.

### Meat Is Murder
Rok 1985 je rokem expanze – zájem o The Smiths velmi roste a nezávislá firma Rough Trade je všude propaguje jako kapelu, která se straní elektroniky a nemá nic společného s dekadentní novou vlnou. Druhé studiové album Meat Is Murder je jednou z prvních desek vydaných nezávislou firmou na CD. Morrissey, který často mluví o celibátu a asketickém způsobu života, zde vyzývá k vegetariánství a také protestuje proti školskému systému ve Velké Británii. Meat is Murder je jediným albem The Smiths, které se vyšplhalo na špici UK charts a v žebříčku se udrželo i následujících 13 týdnů, avšak v USA se album umístilo až na 110 místě. V roce 2003 bylo album umístěno na 295 místo v žebříčku 500 nejlepších alb všech dob renomovaného hudebního časopisu Rolling Stone.

### The Queen Is Dead
V roce 1986 vydávají The Smiths své třetí studiové album s provokativním názvem „The Queen Is Dead“ (Královna je mrtvá). Album se vyšplhalo na 2 místo ve Velké Británii, v USA na místo 70, což bylo dosavadní nejlepší umístění jejich alba. Deska se setkala s velmi kladným přijetím jak od kritiků, tak i od fanoušků a mnohými je považována za nejlepší počin kapely. V roce 2013 ji britský hudební časopis NME vyhlásil nejlepším britským albem všech dob. Samotné písně se zaobírají osamělostí člověka (Never Had No One Ever), kritikou britské královské rodiny (The Queen Is Dead), hudebního průmyslu (The Boy with the Thorn In His Side), nebo mezilidskými vztahy (I Know It's Over, There Is a Light That Never Goes Out). Nahrávaní alba probíhalo s producentem Stephenem Streetem, který skupině pomáhal už při desce Meat Is Murder. Jak už také bývalo zvykem, všechny texty napsal Morrissey a hudbu složil kytarista Johny Marr.

### Strangeways, Here We Come a rozpad
V letech 1986–1987 byli The Smiths na vrcholu, ale i přes vzrůstající úspěch se činnost kapely chýlila ke konci. V červnu 1987 si dal od kapely volno kytarista Johny Marr, s odůvodněním, že je špatně vnímán svými spoluhráči v kapele. O měsíc později kapelu opouští definitivně. Mezi hlavní důvody rozpadu skupiny patří také to, že Morrisseymu se nelíbilo, že Marr spolupracuje s dalšími umělci. Ten si zase stěžoval, že Morrissey chce až příliš často hrát covery písní umělců z 50. a 60. let. Marr to později okomentoval takto: „Byla to poslední kapka, nezakládal jsem kapelu, abych hrál písničky od Cillai Black.“ Kapela ještě chvíli zkoušela nahrát nový materiál, ten ale pod hlavičkou The Smiths nikdy nevyšel. Většina z těchto demo verzí byla později dodělána a finální verze písní figurovaly na Morrisseyho debutovém sólovém albu Viva Hate. Poslední album kapely Strangeways, Here We Come, bylo vydáno po rozpadu kapely, 28. září 1987. Umístilo se na druhém místě v UK charts. V USA se umístilo na 55 místě, jedná se tedy o nejlépe umístěné album kapely ve Spojených státech. Hlavní singl alba, „Girlfriend In The Coma“ se umístil na 13. místě v britském žebříčku hitů. Singl také obsahuje cover od britské zpěvačky Cillai Black „Work Is A Four Letter Word“.

### Studiová alba
- 1984 – The Smiths
- 1985 – Meat Is Murder
- 1986 – The Queen Is Dead
- 1987 – Strangeways, Here We Come

### Kompilace a živé nahrávky
- 1984 – Hatful of Hollow
- 1987 – The World Won't Listen
- 1987 – Louder Than Bombs
- 1988 – Rank
- 1992 – Best I
- 1992 – Best II
- 1995 – Singles
- 2001 – The Very Best of The Smiths
- 2008 – The Sound of The Smiths
- 2008 – The Smiths Singles Box